# Persone di cognome Riley
| Questa pagina contiene informazioni ricavate automaticamente dalle voci biografiche con l'ausilio del template Bio e di un bot. L'aggiornamento è periodico e automatico e ricostruisce completamente la pagina. Se manca una persona in questa lista, sei pregato di non aggiungerla, ma accertati piuttosto che la sua voce biografica contenga il template Bio e che i dati anagrafici siano correttamente compilati. Se il template Bio manca, inseriscilo tu stesso o, in alternativa, metti l'avviso {{tmp\|Bio}} che ne segnala la mancanza. Se i dati riportati sono sbagliati, correggi direttamente la voce biografica; le modifiche saranno visibili in questa lista entro pochi giorni. Per chiarimenti vedi il progetto antroponimi. La lista contiene solo le 64 persone che sono citate nell'enciclopedia e per le quali è stato implementato correttamente il template Bio. Pagina aggiornata al 7 giu 2025. |

Questa è una lista di persone presenti nell'enciclopedia che hanno il cognome Riley, suddivise per attività principale.

## Arbitri di calcio(1)
- Mike Riley, ex arbitro di calcio inglese (Rotherham, n. 1964)

## Artisti(1)
- Art Riley, artista statunitense (Boston, n. 1911 - Monterey, † 1998)

## Attori(6)
- Gary Riley, attore statunitense (Saint Louis, n. 1963)
- Larry Riley, attore statunitense (Memphis, n. 1953 - Burbank, † 1992)
- Michael Riley, attore canadese (London, n. 1962)
- Robert Christopher Riley, attore statunitense (Brooklyn, New York, n. 1980)
- Sam Riley, attore britannico (Leeds, n. 1980)
- Tom Riley, attore britannico (Maidstone, n. 1981)

## Attrici(3)
- Amber Riley, attrice e cantante statunitense (Los Angeles, n. 1986)
- Charlotte Riley, attrice britannica (Grindon, n. 1981)
- Hope Riley, attrice statunitense (Lexington, n. 1979)

## Batteristi(1)
- Steve Riley, batterista statunitense (Revere, n. 1956 - † 2023)

## Botaniche(1)
- Margaretta Riley, botanica britannica (Nottingham, n. 1804 - Papplewick, † 1899)

## Calciatori(5)
- David Riley, ex calciatore inglese (Northampton, n. 1960)
- Frederick Riley, calciatore inglese (Manchester, n. 1912 - † 1942)
- Howard Riley, ex calciatore inglese (Wigston Magna, n. 1938)
- James Riley, ex calciatore statunitense (Colorado Springs, n. 1982)
- Llewellyn Riley, ex calciatore barbadiano (Bridgetown, n. 1972)

## Calciatrici(1)
- Ali Riley, calciatrice statunitense (Los Angeles, n. 1987)

## Cantanti(1)
- Billy Lee Riley, cantante statunitense (Pocahontas, n. 1933 - Jonesboro, † 2009)

## Cestiste(2)
- Andrea Riley, ex cestista statunitense (Dallas, n. 1988)
- Ruth Riley, ex cestista statunitense (Ransom, n. 1979)

## Cestisti(12)
- Bob Riley, ex cestista statunitense (Columbus, n. 1948)
- Brad Riley, ex cestista neozelandese (Hamilton, n. 1974)
- Marty Riley, ex cestista canadese (Winnipeg, n. 1955)
- Ron Riley, ex cestista statunitense (Los Angeles, n. 1950)
- Cody Riley, cestista statunitense (Kansas City, n. 1997)
- Eric Riley, ex cestista statunitense (Cleveland, n. 1970)
- Jalen Riley, cestista statunitense (Racine, n. 1993)
- Mykal Riley, cestista statunitense (Pine Bluff, n. 1985)
- Pat Riley, ex cestista, allenatore di pallacanestro e dirigente sportivo statunitense (Rome, n. 1945)
- Roderick Riley, ex cestista statunitense (n. 1981)
- Ron Riley, ex cestista e allenatore di pallacanestro statunitense (Las Vegas, n. 1973)
- Virgil Riley, cestista statunitense (Ruthton, n. 1934 - † 2020)

## Compositori(1)
- Terry Riley, compositore statunitense (Colfax, n. 1935)

## Conduttrici televisive(1)
- Rachel Riley, conduttrice televisiva britannica (Rochford, n. 1986)

## Disegnatori(1)
- Andy Riley, disegnatore inglese (Aylesbury, n. 1970)

## Entomologi(1)
- Charles Valentine Riley, entomologo statunitense (Londra, n. 1843 - Washington, † 1895)

## Giocatori di baseball(1)
- Austin Riley, giocatore di baseball statunitense (Memphis, n. 1997)

## Giocatori di football americano(5)
- Duke Riley, giocatore di football americano statunitense (Buras, n. 1994)
- Jordon Riley, giocatore di football americano statunitense (New Bern, n. 1998)
- Ken Riley, giocatore di football americano statunitense (Bartow, n. 1947 - Tallahassee, † 2020)
- Perry Riley, giocatore di football americano statunitense (Atlanta, n. 1988)
- Victor Riley, giocatore di football americano statunitense (Swansea, n. 1974 - Swansea, † 2024)

## Giornalisti(1)
- Frank Riley, giornalista e scrittore statunitense (Hibbing, n. 1915 - † 1996)

## Militari(1)
- John Riley, militare irlandese (Clifden, n. 1817 - Veracruz, † 1850)

## Nuotatrici(1)
- Samantha Riley, ex nuotatrice australiana (Brisbane, n. 1972)

## Ornitologi(1)
- Joseph Harvey Riley, ornitologo statunitense (Falls Church, n. 1851 - † 1941)

## Ostacolisti(2)
- Andrew Riley, ostacolista giamaicano (Saint Thomas, n. 1988)
- Ivan Riley, ostacolista statunitense (n. 1900 - † 1943)

## Pallavoliste(1)
- Margaret Riley, pallavolista statunitense (Saint Louis, n. 1993)

## Pittori(1)
- John Riley, pittore britannico (n. 1646 - † 1691)

## Pittrici(1)
- Bridget Riley, pittrice inglese (Londra, n. 1931)

## Politici(3)
- Bob Riley, politico statunitense (Ashland, n. 1944)
- Josh Riley, politico statunitense (Endicott, n. 1981)
- Richard Riley, politico statunitense (Greenville, n. 1933)

## Produttori discografici(1)
- Teddy Riley, produttore discografico, cantautore e musicista statunitense (New York, n. 1967)

## Pugili(1)
- Viddal Riley, pugile britannico (Londra, n. 1997)

## Rapper(1)
- Boots Riley, rapper e produttore discografico statunitense (Chicago, n. 1971)

## Scrittori(1)
- James Whitcomb Riley, scrittore e poeta statunitense (Greenfield, n. 1849 - Indianapolis, † 1916)

## Scrittrici(2)
- Gwendoline Riley, scrittrice britannica (Londra, n. 1979)
- Lucinda Riley, scrittrice e attrice nordirlandese (Lisburn, n. 1965 - † 2021)

## Tenniste(1)
- Alexandra Riley, ex tennista statunitense (Filadelfia, n. 1991)

## Wrestler(1)
- Billy Riley, wrestler britannico (Wigan, n. 1889 - Inghilterra, † 1977)